# Хэ Цзяньмин
Хэ Цзяньми́н — (кит. упр. 何建明, пиньинь Hé Jiànmíng, палл. Хэ Цзяньмин; род. в 1956 году, г. Сучжоу, провинция Цзянсу, Китай) — китайский писатель, имеет звание: «Всекитайский ударник труда». Хэ Цзяньмин является одним из выдающихся писателей в стиле документальной прозы конца двадцатого и начала двадцать первого века. Является обладателем нескольких литературных премий. В настоящее время он является заместителем председателя Союза писателей КНР и председателем общества китайской документальной прозы.

## Биография
В 1976 году стал журналистом. В 1993 году стал главным редактором журнала «Кайнозойская эратема». В 2008 году Хэ Цзяньмин стал председателем и главным редактором издательства «Писатели», затем был назначен на должность партийного секретаря издательской группы «Китайские писатели». В 2009 году входил в состав партийного комитета Ассоциации писателей Китая и занимал должность секретаря. В 2010 году Хэ Цзяньмин был назначен на должность заместителя председателя Союза писателей КНР.
Двенадцатого августа 2018 года в Тунсяне, провинции Чжэцзян, родном городе писателя Мао Дуня, был основан колледж Маодуньвэнь. Первым деканом был назначен заместитель председателя Союза писателей КНР — Хэ Цзяньмин.
Хэ Цзяньмин один из самых влиятельных репортёров в Китае. Он уделяет внимание обездоленным группам общества, пишет о современных героях и подробно изучает события, которые лучше всего отражают силу и характер китайского народа. Хэ пишет репортажи об основных событиях, которые тесно связаны с жизнью и судьбами людей в процессе развития государства. Прогресс общества и социальные проблемы являются основным содержанием его работ. Хэ Цзяньмин в своих статьях выражает понимание и поддержку народу.

## Три главных аспекта в творениях Хэ Цзяньмина
Первый аспект — смотреть правде в глаза. Корреспондент Лу Юэган в своей статье «Мысли об освещении литературы в переходный период» написал: «Репортёры отличаются от писателей художественных произведений тем, что им приходится сталкиваться с современными социальными и политическими проблемами и писать о них так, как есть на самом деле». То есть, автор, репортёр не имеет возможности проявления собственной фантазии в написании своих статей. Репортёр должен быть смелым, стойким, рациональным и относиться ко всему с пониманием.
Цзяньмин в своих произведениях не идеализирует общество Китая. Он пишет всё как есть о своём государстве. В своей статье «Республика просит помощи» Хэ Цзяньмин писал: «Ситуация с ресурсами Китая очень сложна. Особенно с добычей полезных ископаемых.» В данной статье он правдиво рассказал о несчастных случаях, которые происходили на шахтах."

 
Второй аспект — уважение к простому народу. В его статье «Республика просит о помощи» Хэ Цзяньмин полагается на чувство ответственности перед народом и пишет то, что действительно происходит в стране.
В его статье «Основные интересы», лишь одним предложением он призывает читателей осознать приход трудных времён: «Речь пойдёт о жизни, смерти и судьбе Китая с населением в 1,3 млрд человек». Данная работа Цзяньмина начинается с представления концепции «Тройного представительства», с реальности жизни общества. В основном, в статье идёт речь об отношении партии и народных масс, о работе партии, о борьбе с коррупцией и идеи создании некоррумпированного правительства и партии. Данная статья была написана автором для защиты основных интересов народных масс. Хэ Цзяньмин также выразил обеспокоенность существующей системой образования. После публикации работы она вызвала недовольство и критику со стороны некоторых людей, работающих в сфере образования: «Статьи, которые доводят до сведения общественности проблему бедных студентов, показывают уязвимость и тёмную сторону общества.» Статья «Республика просит о помощи» отражает, что некоторые департаменты правительственных учреждений, указанные в этой статье придерживаются позиции игнорирования существующих проблем. Цзяньмин говорит о том, что проблемы, связанные с образованием всегда были главными для китайского общества и, что, если не принимать никаких мер по их устранению, то их будет намного больше и, в дальнейшем эти проблемы будут оказывать сильное влияние на будущее всей страны. Цзяньмин считает, что любой писатель с высокой степенью политической осведомлённости должен размышлять о причинах появления существующих проблем государства.

 
Третий аспект — освещение политических, социальных или других основных проблематик в статье. Хэ Цзяньмин призывает репортёров чётко формулировать основные идеи, которые они хотят показать в своих статьях, чтобы привлечь внимание и призвать читателя к размышлению над вышеупомянутыми темами.

## Произведения
- «Республика просит помощи» (共和国告急)
- «Золотые слёзы» (落泪是金)
- "Министр и государство («Основатель») (部长与国家) («奠基者»)
- «Основные интересы» (根本利益)
- «Первая жизнь» (生命第一)
- «Действия государства» (国家行动)
- «Мой рай» (我的天堂)
- «Вторые окопы» (第二道战壕)
- «野性的黑潮» — «Дикое течение Куросио»
- «Вечный мангровый лес» (永远的红树林)
- «Красоты Чунцина» (国色重庆)
- «Восточное сияние» (东方光芒)
- «Верность и измена» (忠诚与背叛)
- «Государство» (国家)
- «Ярмарка тщеславия магистра наук» (科学大师的名利场)
- «Страх без любви» (恐惧无爱）
- «Для достоинства слабых» (为了弱者的尊严)
- «Мужская харизма» (男人魅力)
- «Прорваться через небо» (破天荒)
- «Тайчжоуская крестьянская революционная буря»(台州农民革命风暴)

Хэ Цзяньмин опубликовал более 50 репортажей и 30 больших статей. Его работы были переведены более чем на 10 языков мира. Среди них «Отчёт о вступительных экзаменах в китайский университет» был включён в учебники высших учебных заведений Австралии и Японии.

### Переводы на русский язык
- Слезы — золото : роман / Пер. с кит. [А. Н. Коробовой, М. М. Ишкова]. — М. : Изд-во вост. лит., 2014. — 435, [2] с. — (Библиотека китайской литературы). — ISBN 978-5-9905680-3-7
- Нанкинская резня: публицистические хроники. / [Пер. с кит. Ван Юмин]. — Иркутск : Востсибкнига, 2020. — 682 с. ISBN 978-5-6044181-1-6
- Революционеры : трудности первых десятилетий строительства Коммунистической партии Китая под влиянием революции в России. / Пер. с кит. Монастырского А. А., Булдыгеровой А. Н. — М. : Шанс, 2021. — 565, [1] с. : табл. ISBN 978-5-907277-64-9
- История моей страны : восемь удивительных рассказов о политике реформ и открытости. / Пер. с кит. Е. Ольховской. — М. : Шанс, 2022. — 304, [3] с. ISBN 978-5-907584-14-3
- Шанхайская весна. / Пер. с кит. Т. Г. Завьяловой. — М. : Шанс, 2022. — 260, [4] с., [4] л. цв. ил. : ил. ISBN 978-5-907277-44-1
- История Оуян Лианя. / Пер. с кит. Скомороховой В. В. — М. : Шанс, 2022. — 139, [2] с. : ил., цв. ил. ISBN 978-5-907584-62-4

## Отрывки из интервью
- «Журналисты должны быть воинами».[2]
- «Когда страна и народ нуждаются в том, чтобы иметь представление об основных событиях, которые связаны с различными войнами, происходящими в мире, репортёры должны быть, как молодые воины — жертвовать свою жизнь, чтобы выполнить задачу любой ценой.»[4]
- «Не смотря на то, что в двадцать первом веке средства массовой информации и коммуникации очень развиты, профессия репортёра не может быть заменена. Писатели, а особенно авторы репортажей должны писать работы очень серьёзно, глубоко проникая в самую суть происходящего.»[5]
- «Писатели чувствуют больше, чем обычные люди, поэтому они, писатели, или репортёры не могут быть равнодушными, когда страна и народ испытывают большие трудности.»[6]